# Scaevola taccada
Scaevola taccada (лат.) — кустарник, вид рода Сцевола (Scaevola) семейства гудениевые, произрастает в прибрежных тропических районах Индо-Тихоокеанского региона. Это обычный кустарник на пляжах Аравийского моря, тропиках Индийского океана и на тропических островах Тихого океана.

## Ботаническое описание
Scaevola taccada — крупный кустарник, достигающий примерно 4 м в высоту, типичный для прибрежных морских зон, подверженных воздействию солёных брызг, обычно на песчаных или галечных почвах. Листья мясистые, типичные для суккулентов, около 20 см длиной, тесно чередующиеся, сконцентрированные на концах стеблей. Листья гладкие, желтовато-зелёного цвета. Плоды и цветки белые. Цветёт круглый год. Цветки имеют веерообразную форму, которая дала им название веерообразный или полуцветок. Плоды плавают в морской воде и разносятся океанскими течениями. Куст является одним из первых растений на новых песчаных отмелях в тропических районах.
Scaevola taccada похожа на Scaevola plumieri — оба вида были включены в первоначальное описание вида S. taccada. S. taccada имеет выраженные доли чашелистика и белые плоды, на которых сохраняются доли чашелистика. В отличие от этого S. plumieri имеет короткие или отсутствующие доли на чашечке и чёрных зрелые плоды.

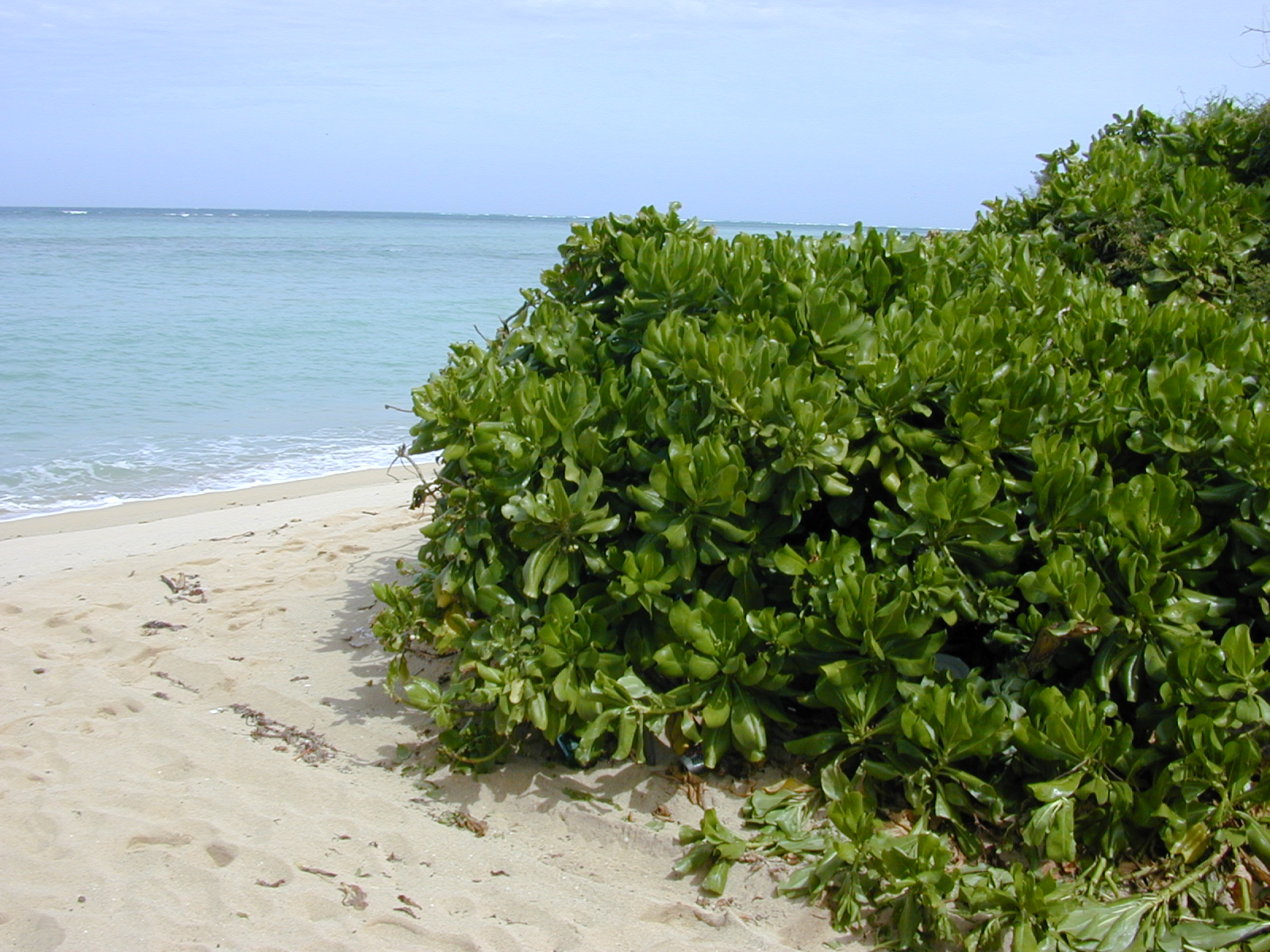
Общий вид Scaevola taccada
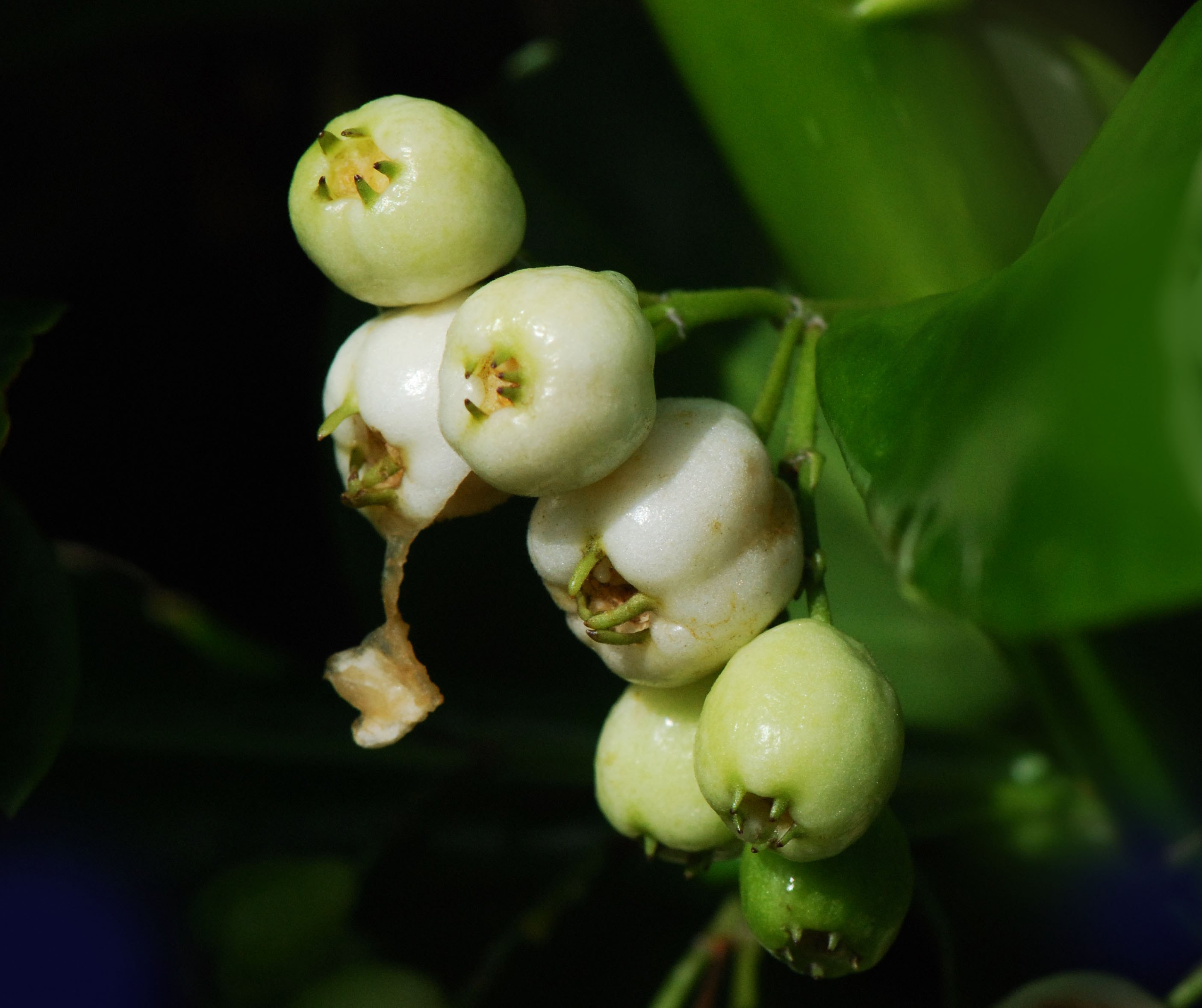
Белые плоды S. taccada с сохранившимися долями чашелистика
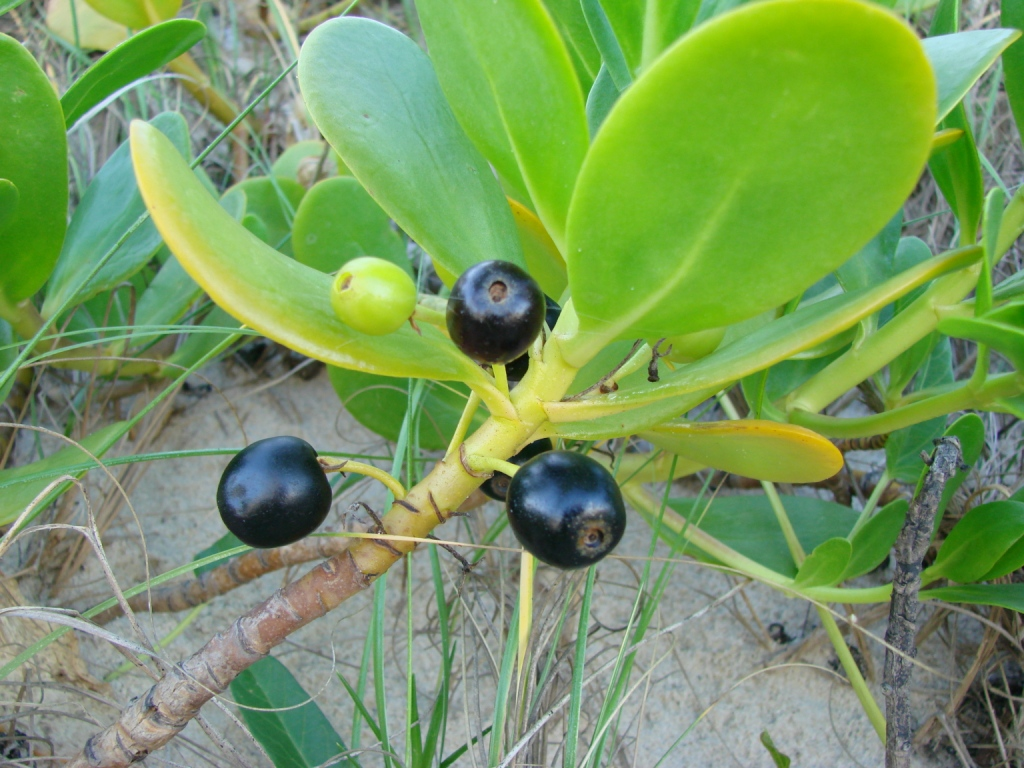
Чёрные плоды S. plumieri для сравнения

## Таксономия
Два кустарниковых вида сцевол встречаются у берегов тропических и субтропических регионов. Иногда они встречаются в одном и том же регионе, но один находится западнее, достигая побережья Атлантического океана, а другой — восточного, доходя до Тихого океана. Карл Линней первоначально включил оба вида в Lobelia plumieri, которую он позже считал единственным видом в своем новом роде Scaevola (хотя комбинация Scaevola plumieri была впервые опубликована Мартином Валем). В течение многих лет существовала путаница по поводу правильного названия двух видов, когда они признаются как отдельные. Scaevola plumieri (L.) Vahl теперь используется как название западного вида.
Самое раннее название, которое сейчас признается как относящееся к восточному виду, Lobelia taccada, было опубликовано Йозефом Гертнером в 1788 году. Уильям Роксбер косвенно ссылался на это название, переводя его в род Scaevola в 1788 году. Отдельно и позже Мартин Валь описал Scaevola sericea в 1791 году, основываясь на образце с Ниуэ, небольшого острова в южной части Тихого океана. В 1980 году Джеффри утверждал, что правильное название вида — Scaevola sericea, поскольку перенос Роксбера был неприемлем в рамках номенклатурного кода. Однако Питер Грин в 1991 году посчитал, что Джеффри ошибался, поскольку перевод действителен, так что правильным названием восточного вида было Scaevola taccada, название, используемое, например, онлайновой Flora of China. Международный индекс названий растений принимает этот анализ.

## Распространение и местообитание
Ареал кустарника покрывает прибрежные районы и пляжи Окинавы, Тайваня, Южного Китая, Вьетнама, Малайзии, Филиппин, Индонезии, Восточного Тимора, Северной Австралии, Полинезии, Меланезии, Микронезии, Восточной Африки, Мадагаскара, Маврикия, Сейшельских островов, Омана, Йемена, Индии, Мальдив, Бирма, Таиланд, Камбоджа, острова Чагос, Коморские острова, Реюньон.
Scaevola taccada обычно растёт прямо на пляжах тропических побережий, предпочитая гребни на коралловых песках. Растёт в зоне соляных брызг и является одним из первых растений, колонизирующих тропические атоллы и песчаные отмели. Помимо семян, растение легко размножается черенками.
Предпочитает хорошо дренированные песчаные почвы и является очень солеустойчивым кустарником. Иногда встречается в редколесных растительных сообществах с кокосовыми пальмами, Ipomoea pes-caprae, геттардой великолепной, несколькими видами пандануса, калофиллума волокнистолистного, за которым следует Thespesia populnea, терминалия катаппа, гибискус липовидный, Cordia subcordata и другие. Растение популярно на открытках и обоях в тропических странах.

## Инвазивный вид
В США (Флорида, Пуэрто-Рико, Виргинские Острова), а также во многих других странах Карибского бассейна и на Багамах Scaevola taccada стала инвазивным видом, вытеснив местные карибские вид Scaevola plumieri из естественной среды обитания последнего.

## Применение
На некоторых островах Тихого океана Scaevola taccada используется для предотвращения береговой эрозии, а также для озеленения. Его высаживают на гребнях пляжех, чтобы защитить другие культурные растения от солёных брызг. Части растения также используются в полинезийской и азиатской традиционной медицине. Исторически на Мальдивах листья этого растения часто использовались в пищу при голоде.

## Галерея

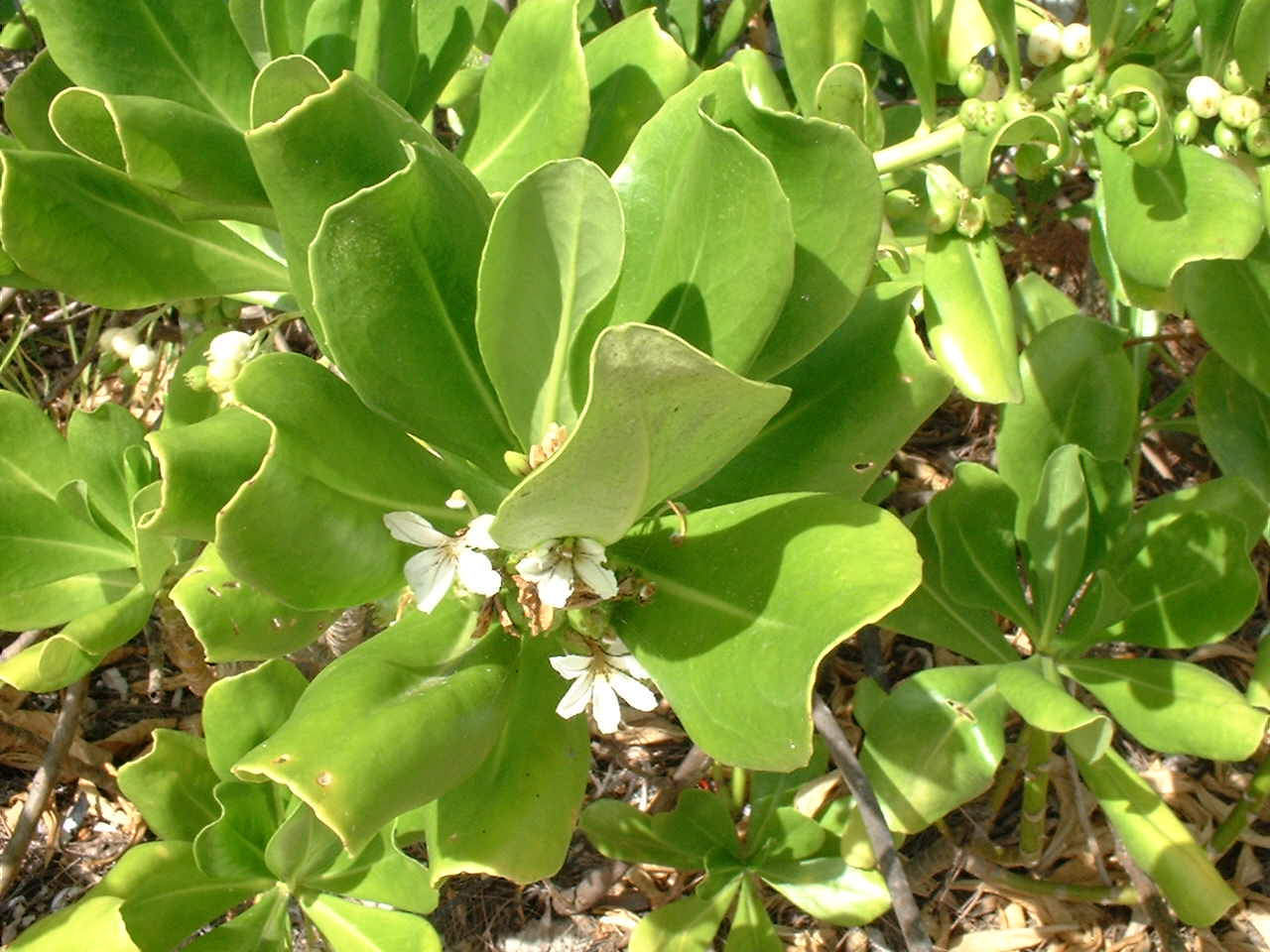
Листья и цветки
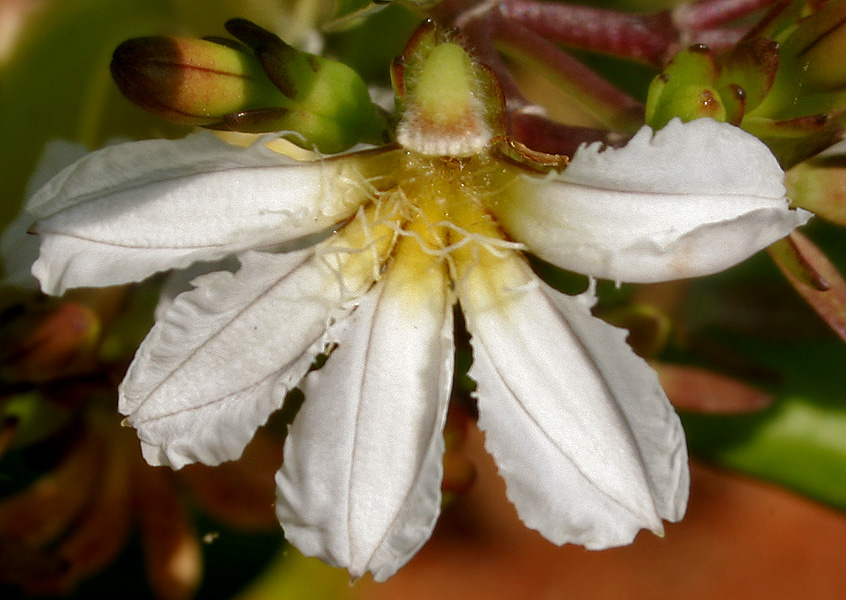
Цветок
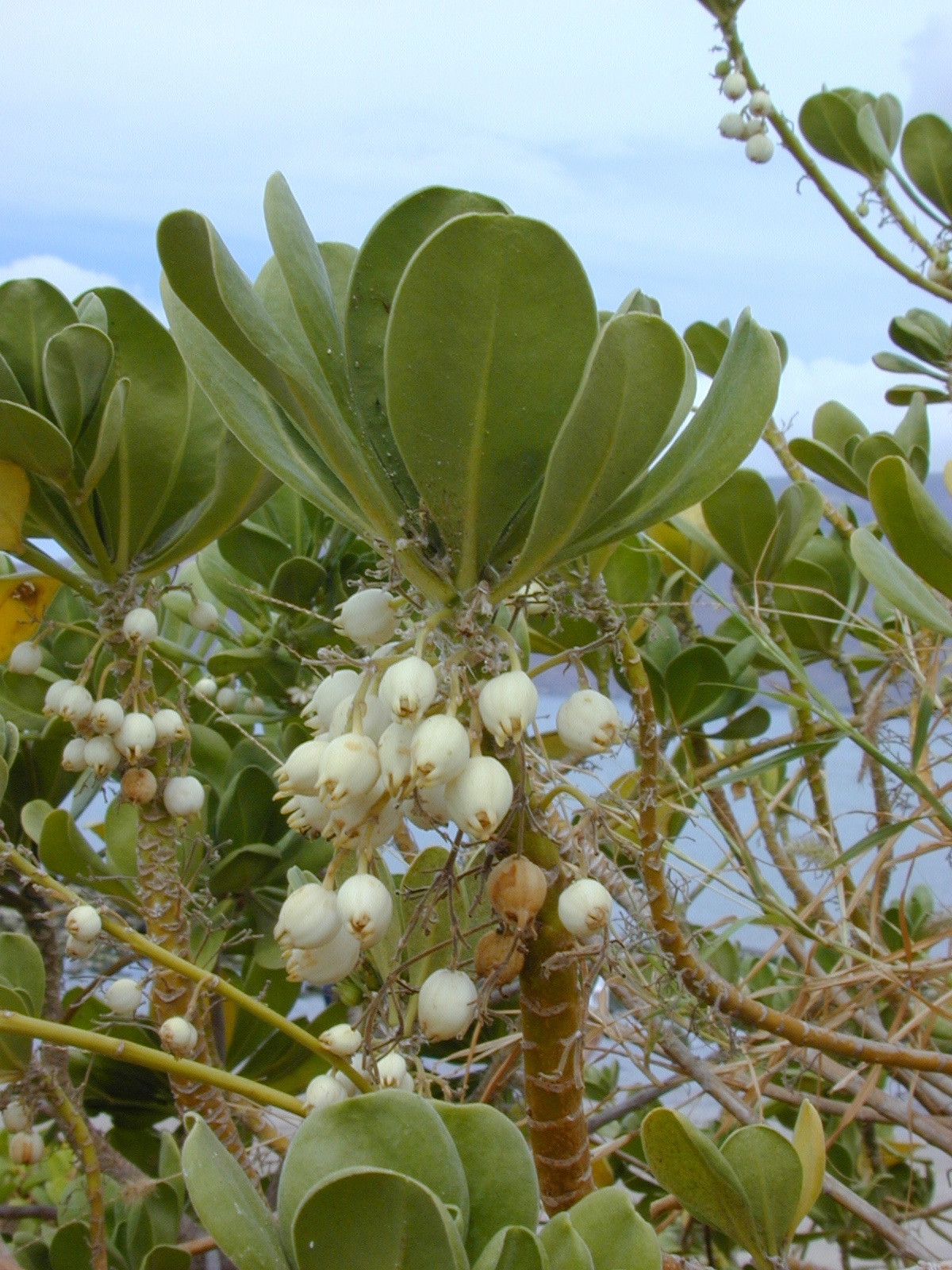
Плоды
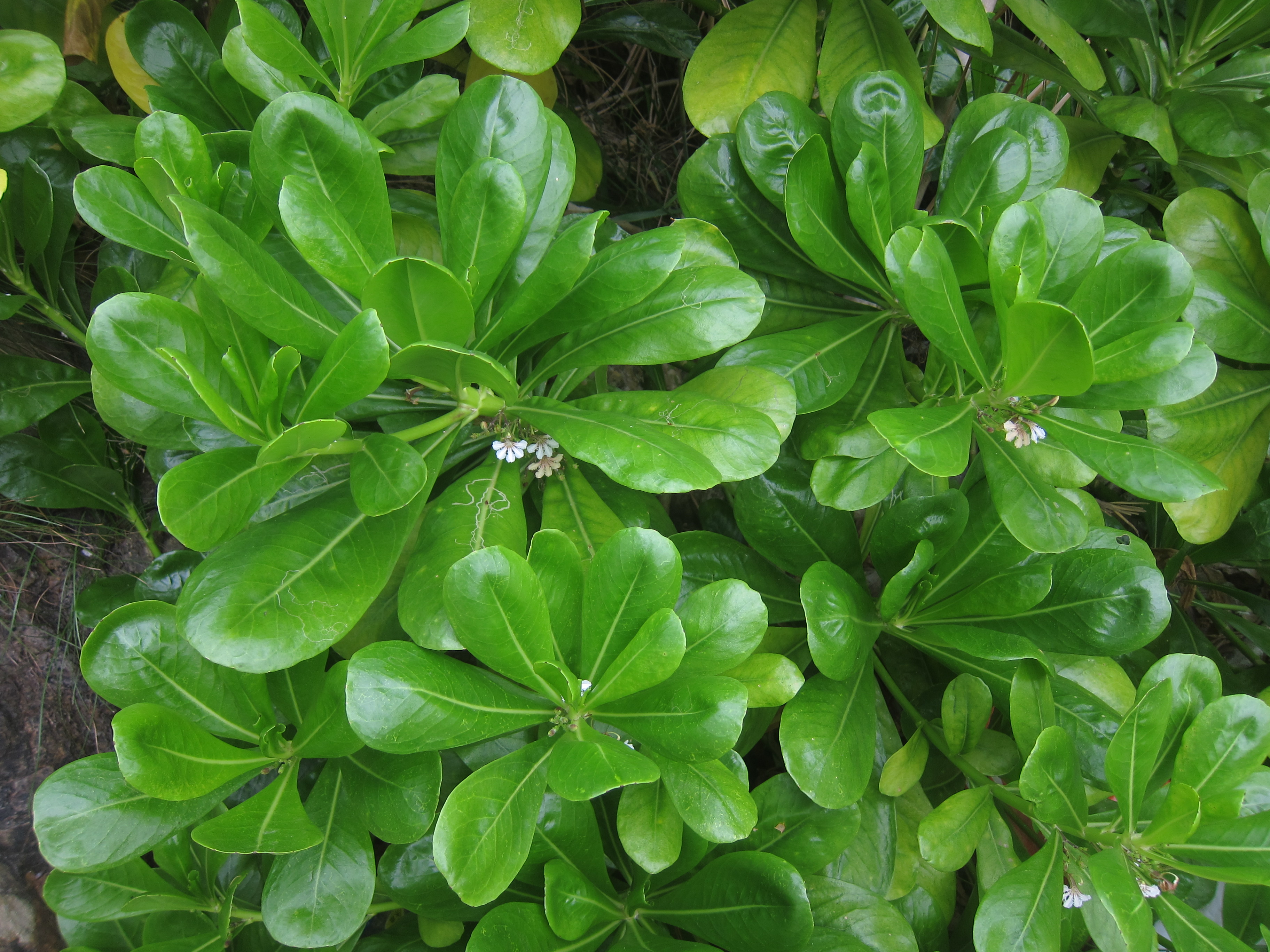
Кластеры листьев